# Machaeriobia brasiliensis
Machaeriobia brasiliensis är en tvåvingeart som beskrevs av Rubsaamen 1916. Machaeriobia brasiliensis ingår i släktet Machaeriobia och familjen gallmyggor. Inga underarter finns listade i Catalogue of Life.